# O’Leary (Familienname)
O’Leary ist ein irisch-englischer Familienname.

## Namensträger
- Arthur O’Leary (Komponist) (1834–1919), irischer Komponist
- Arthur O’Leary (Roman), Roman von Charles Lever
- Beth O’Leary (* 1992), englische Autorin
- Brendan O’Leary (* 1958), irischer Politikwissenschaftler
- Ciarán O’Leary (* 1973), irischer Pokerspieler
- Cornelius O’Leary (1927–2006), irischer Historiker und Politikwissenschaftler
- Daniel Florence O’Leary (1801–1854), britischer Diplomat
- David O’Leary (Bischof) (1880–1958), südafrikanischer Ordensgeistlicher
- David O’Leary (Fußballspieler) (* 1958), irischer Fußballspieler und -trainer
- David O’Leary (Tennisspieler) (* 1991), irischer Tennisspieler
- De Lacy O’Leary (1872–1957), britischer Arabist und Semitist
- Denis O’Leary (1863–1943), US-amerikanischer Politiker
- Dianne P. O’Leary (* 1951), US-amerikanische Mathematikerin, Informatikerin und Hochschullehrerin
- Edward Cornelius O’Leary (1920–2002), US-amerikanischer Geistlicher, Bischof von Portland
- Eoin O’Leary (* 1959), irischer Diplomat
- Hazel R. O’Leary (* 1937), US-amerikanische Politikerin
- Henry Joseph O’Leary (1879–1938), kanadischer römisch-katholischer Geistlicher, Erzbischof von Edmonton
- Humphrey O’Leary (1886–1953), neuseeländischer Anwalt, Chief Justice von Neuseeland
- James A. O’Leary (1889–1944), US-amerikanischer Politiker
- Jason O’Leary (* 1978), kanadischer Eishockeytrainer
- John O’Leary (Fenier) (1830–1907), irischer Republikaner und ein führender Fenier
- John O’Leary (Politiker, 1894) (1894–1959), irischer Politiker der Labour Party
- John O’Leary (Politiker) (1933–2015), irischer Politiker der Fianna Fáil, Staatsminister im Umweltministerium
- John O’Leary (Sportschütze) (1880–1967), britischer Sportschütze
- John O’Leary (Golfspieler) (1949–2020), irischer Golfspieler
- Joseph V. O’Leary (1890–1964), US-amerikanischer Politiker
- Marian O’Leary (* um 1954), irische EU-Beamtin
- Mark O’Leary (* 1969), irischer Jazz- und Improvisationsmusiker
- Marrissa O’Leary (1957–2018), US-amerikanische Schauspielerin und Fernsehproduzentin
- Matt O’Leary (* 1987), US-amerikanischer Schauspieler
- Meghan O’Leary (* 1984), US-amerikanische Ruderin
- Michael O’Leary (Politiker) (1936–2006), irischer Politiker
- Michael O’Leary (Schauspieler) (* 1958), US-amerikanischer Schauspieler
- Michael O’Leary (Geschäftsmann) (* 1961), irischer Geschäftsmann und Luftfahrtmanager
- Noreen O’Leary (1957–2016), US-amerikanische Journalistin
- Patrick „Pat“ O’Leary (1911–1989), Tarnname eines belgischen Militärarztes und Mitglieds der Résistance im Zweiten Weltkrieg, siehe Albert Guérisse
- Pat O’Leary (Rugbyspieler) (* vor 1949), englischer Rugbyspieler
- Pat O’Leary (Musiker) (* um 1955), US-amerikanischer Jazzmusiker
- Peter O’Leary (* 1972), neuseeländischer Fußballschiedsrichter
- Pierce O’Leary (* 1959), irischer Fußballspieler
- Sammy O’Leary (* 2003), deutscher Schauspieler im Fernsehen
- Shane O’Leary (* 1993), kanadischer Rugby-Union-Spieler
- Síofra O’Leary (* 1968), irische Richterin am Europäischen Gerichtshof für Menschenrechte
- Terence O’Leary (1928–2006), britischer Diplomat
- Thomas Mary O’Leary (1875–1949), US-amerikanischer Geistlicher, Bischof von Springfield
- Tomás O’Leary (* 1983), irischer Rugbyspieler
- William O’Leary (* 1957), US-amerikanischer Schauspieler